# Cañar
Cañar er en provins i det centrale Ecuador. Befolkningsantallet er opgjort til 231.528 i år 2009 på et areal af 3 122 kvadratkilometer. Den administrative hovedstad er Azogues, som konkurrerer med La Troncal om at være provinsens største by.

## Administrativ inddeling
Provinsen er inddelt i syv kantoner, hver af dem en hovedby.
- Azogues
- Biblián
- Cañar
- Déleg
- El Tambo
- La Troncal
- Suscal